# Молодіжна збірна Ямайки з футболу
Молодіжна збірна Ямайки з футболу — національна молодіжна футбольна команда Ямайки, якою керує Федерація Футболу Ямайки. У збірній грають футболісти віком до 20 років. Молодіжна збірна Ямайки лише один раз кваліфікувалася на молодіжний чемпіонат світу в 2001 році, де завершила виступи на груповому етапі. Найбільшими досягненнями збірної на регіональному рівні є друге місце на Панамериканських іграх, та третє місце на молодіжному чемпіонаті КОНКАКАФ у 1970 році.

## Виступи намолодіжному чемпіонаті світу
- 2001 — груповий етап